# Seventeen 美好的一天
《SEVENTEEN 美好的一天》（： Se Beun Tin Ui Eo Neu Meos Jin Nal）是韓國MBC電視台的綜藝節目，由SEVENTEEN出演。製作單位讓SEVENTEEN全員自給自足生活，記錄生存過程的真人秀綜藝節目。
第一季標題為《13少年漂流記》（： So Nyeon Pyo Lyu Gi），成員前往位在全羅南道的麗瑞島，進行為期五天的島上生活。
第二季於2017年公開，標題為《13少年旅遊大亨》（： So Nyeon Yeo Haeng Ta I Kun），成為《美好的一天》節目史上第一組再次出演的藝人。

## 各集主題

### 第一季：13少年漂流記
| 集數 | 播出日期      | 主題                                           |
| 1    | 2016年2月15日 | 美好的一天(X) 13少年漂流記(O)                  |
| 2    | 2016年2月22日 | 自給自足第一天                                 |
| 3    | 2016年2月29日 | 獲取資源Q&A                                    |
| 4    | 2016年3月7日  | 捕魚、畫壁畫，藝能TV秀——集中力對決、高音對決   |
| 5    | 2016年3月14日 | 藝能TV秀                                       |
| 6    | 2016年3月21日 | 青山島採收春白菜、青山島組 & 瑞麗島組的戰爭    |
| 7    | 2016年3月28日 | 青山島採鮑魚、與製作組的足球對決               |
| 8    | 2016年4月4日  | 最後一天，三位隊長的驚喜——感性心裡話時間       |
| 9    | 2016年4月11日 | 特別篇——The 8隱藏攝影機、SEVENTEEN理想型初公開 |

### 第二季：13少年旅遊大亨
| 集數 | 播出日期      | 主題 |
| 1    | 2017年3月31日 |      |
| 2    | 2017年4月7日  |      |
| 3    | 2017年4月14日 |      |
| 4    | 2017年4月21日 |      |
| 5    | 2017年4月28日 |      |
| 6    | 2017年5月5日  |      |
| 7    | 2017年5月12日 |      |
| 8    | 2017年5月19日 |      |

## 外部連結
- MBC MUSIC SEVENTEEN 美好的一天 Twitter（页面存档备份，存于）
- MBC MUSIC SEVENTEEN 美好的一天 IG（页面存档备份，存于）